# Чугурян, Липарит Сумбатович
Липарит Сумбатович Чугуря́н (1905—1981) — советский конструктор вооружений, специалист по экспериментальной баллистике.

## Биография
Окончил трудовую школу второй ступени. Работал электромонтёром в различных строительных организациях Армении. В 1929—1930 служил в РККА.
С 1930 году жил в Ленинграде. В 1931—1937 годах учился на физико-математическом факультете ЛГУ.
Получил направление в в/ч 33491 в лабораторию экспериментальной баллистики на должность инженера-физика. Занимался исследованиями по созданию приборов для испытания артиллерийских систем.
Во время войны — старший техник-лейтенант. В последующем имел воинское звание инженер-капитан и подполковник.
В 1946 году руководил разработкой полевых баллистических станций, позволявших быстро и с высокой точностью определить начальную скорость снарядов.
В 1961—1962 годах разработал новый прибор для установок при пуске ракет, в который входили поправочник, круг ветра и сборник угловых планов для расчета геодезических данных. Использование прибора сократило время расчета установок пуска до нескольких минут.

## Награды и премии
- Сталинская премия третьей степени (1947) — за создание приборов для испытания артиллерийского вооружения
- орден «Знак Почёта» (1943)
- медаль «За Победу над Германией в Великой Отечественной войне 1941-1945 гг.» (1945).